# Gregorio Céspedes
Pour les articles homonymes, voir Céspedes.
Gregorio Céspedes, né en 1551 à Villanueva de Alcardete, Royaume d'Espagne et mort en 1611 à Kokura, Japon, est un prêtre jésuite Espagnol missionnaire au Japon et en Corée.

## Biographie
Il naquit à Villanueva de Alcardete, commune tolédane. Il étudia le droit canonique à Salamanque, où il entra dans la Compagnie de Jésus en janvier 1569. Après son noviciat, le visiteur Alessandro Valignano l'appela à rejoindre un groupe de missionnaires qui partirent pour l'Orient en mars 1574, où il passerait les 34 années suivantes de sa vie. L'expédition arriva à Goa en septembre, et là Céspedes poursuivit sa formation théologique pendant un an et demi, puis fut ordonné prêtre. Il passa ensuite par Macao et s'installa à Nagasaki (Japon) en 1577, accompagné de quatorze compagnons de son ordre. 
La mission qui lui est confié est des plus originales. Il est envoyé avec le Jésuite japonais Léon Hankan pour être aumônier militaire des troupes japonaises parties en guerre contre la Corée en 1592. A cette occasion il séjournera en Corée et peut être considéré comme un des premiers Jésuites envoyés en mission dans ce pays. L'opération militaire étant un échec il revient au Japon en 1598 pour se consacrer jusqu'à sa mort à l'évangélisation au Japon.
Les seules informations que nous ayons de la mission Gregorio Céspedes se réduisent cependant à quelques lettres dont une évoque la conversion du daimyo Juste Ucundono et une autre qui dresse le portrait de la mission Jésuite au Japon avec en particulier ses effectifs (autour de 140 jésuites dont 69 Japonais en 1597).